# Poltavka, Șîroke
Poltavka (în ucraineană Полтавка) este un sat în comuna Cervone din raionul Șîroke, regiunea Dnipropetrovsk, Ucraina.

## Demografie
Componența lingvistică a localității Poltavka
     Ucraineană (90,45%)
     Rusă (9,55%)
Conform recensământului din 2001, majoritatea populației localității Poltavka era vorbitoare de ucraineană (90,45%), existând în minoritate și vorbitori de rusă (9,55%).